# Ribera Baixa de l'Ebre
La Ribera Baixa de l'Ebre és una de les comarques de l'Aragó, situada a la província de Saragossa.

## Llista de municipis
Alborge, Alforque, Cinco Olivas, Escatrón, Gelsa, Pina de Ebro, Quinto, Sástago, Velilla de Ebro i La Zaida.